# Battersea (circonscription britannique)
Pour la localité, voir Battersea.
Circonscription parlementaire de la Chambre des communes
La circonscription de Battersea est une circonscription électorale britannique située dans le Grand Londres, et représentée à la Chambre des communes du Parlement britannique.

## Géographie
La circonscription comprend :
- le nord-est du Borough londonien de Wandsworth ;
- le quartier de Battersea.

## Députés
Les Members of Parliament (MPs) de la circonscription sont :
1885-1918
| Législature                                      | Années    | Député | Député                  | Parti                |
| ------------------------------------------------ | --------- | ------ | ----------------------- | -------------------- |
| Battersea issue de East Surrey                   |           |        |                         |                      |
| 23e                                              | 1885–1886 |        | Octavius Vaughan Morgan | Libéral              |
| 24e                                              | 1886–1892 |        | Octavius Vaughan Morgan | Libéral              |
| 25e                                              | 1892–1895 |        | John Burns              | Libéral-travailliste |
| 26e                                              | 1895–1900 |        | John Burns              | Libéral-travailliste |
| 27e                                              | 1900–1906 |        | John Burns              | Libéral-travailliste |
| 28e                                              | 1906–1910 |        | John Burns              | Libéral-travailliste |
| 29e                                              | 1910–1910 |        | John Burns              | Libéral-travailliste |
| 30e                                              | 1910–1918 |        | John Burns              | Libéral-travailliste |
| Remplacée par Battersea North et Battersea South |           |        |                         |                      |

Depuis 1983
| Législature                                   | Années       | Député | Député            | Parti        |
| --------------------------------------------- | ------------ | ------ | ----------------- | ------------ |
| Recréée de Battersea North et Battersea South |              |        |                   |              |
| 49e                                           | 1983–1987    |        | Alf Dubs          | Travailliste |
| 50e                                           | 1987–1992    |        | John Bowis        | Conservateur |
| 51e                                           | 1992–1997    |        | John Bowis        | Conservateur |
| 52e                                           | 1997–2001    |        | Martin Linton     | Travailliste |
| 53e                                           | 2001–2005    |        | Martin Linton     | Travailliste |
| 54e                                           | 2005–2010    |        | Martin Linton     | Travailliste |
| 55e                                           | 2010–2015    |        | Jane Ellison      | Conservateur |
| 56e                                           | 2015–2017    |        | Jane Ellison      | Conservateur |
| 57e                                           | 2017–2019    |        | Marsha de Cordova | Travailliste |
| 58e                                           | 2019–Présent |        | Marsha de Cordova | Travailliste |

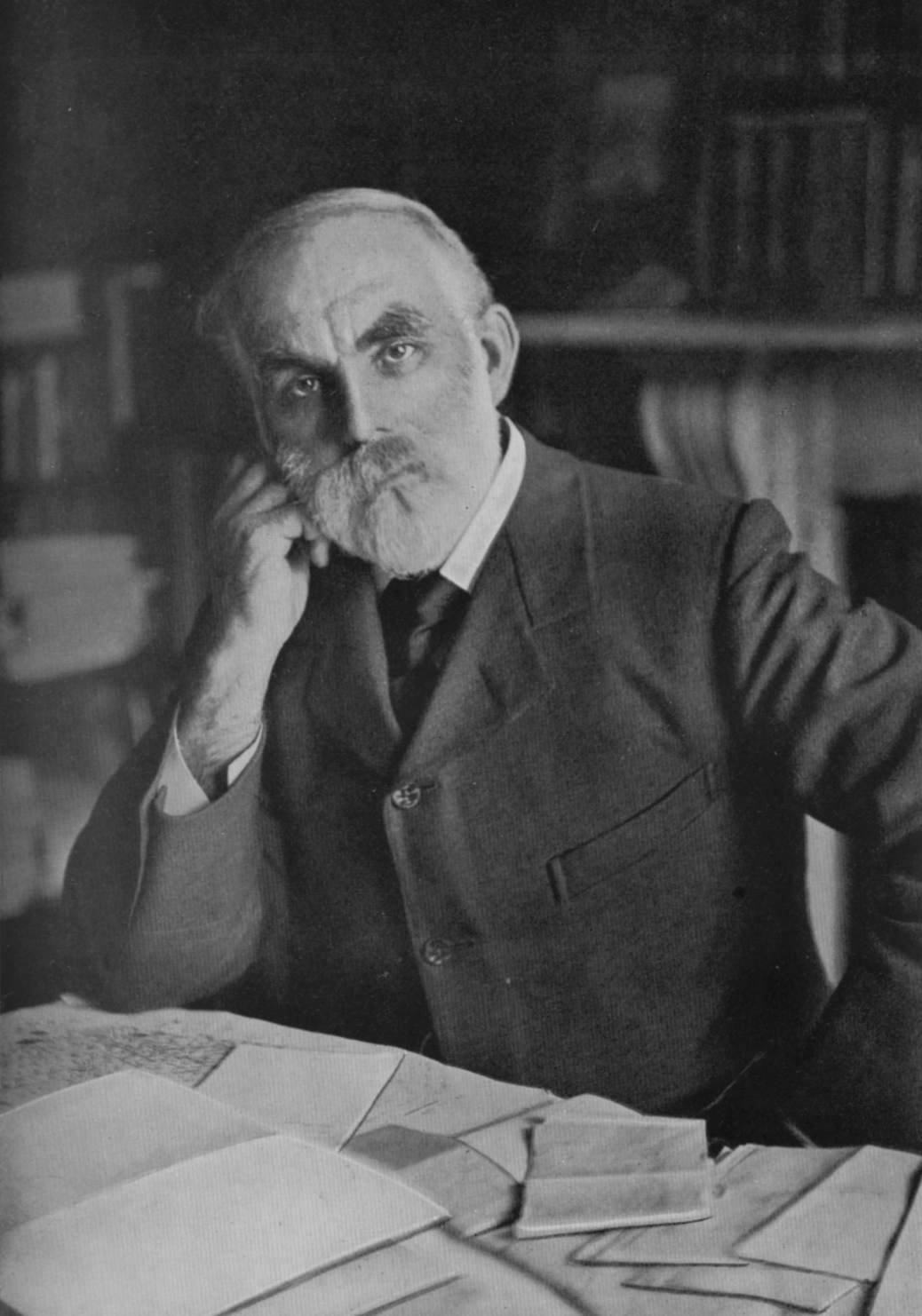
John Burns (1892-1918)
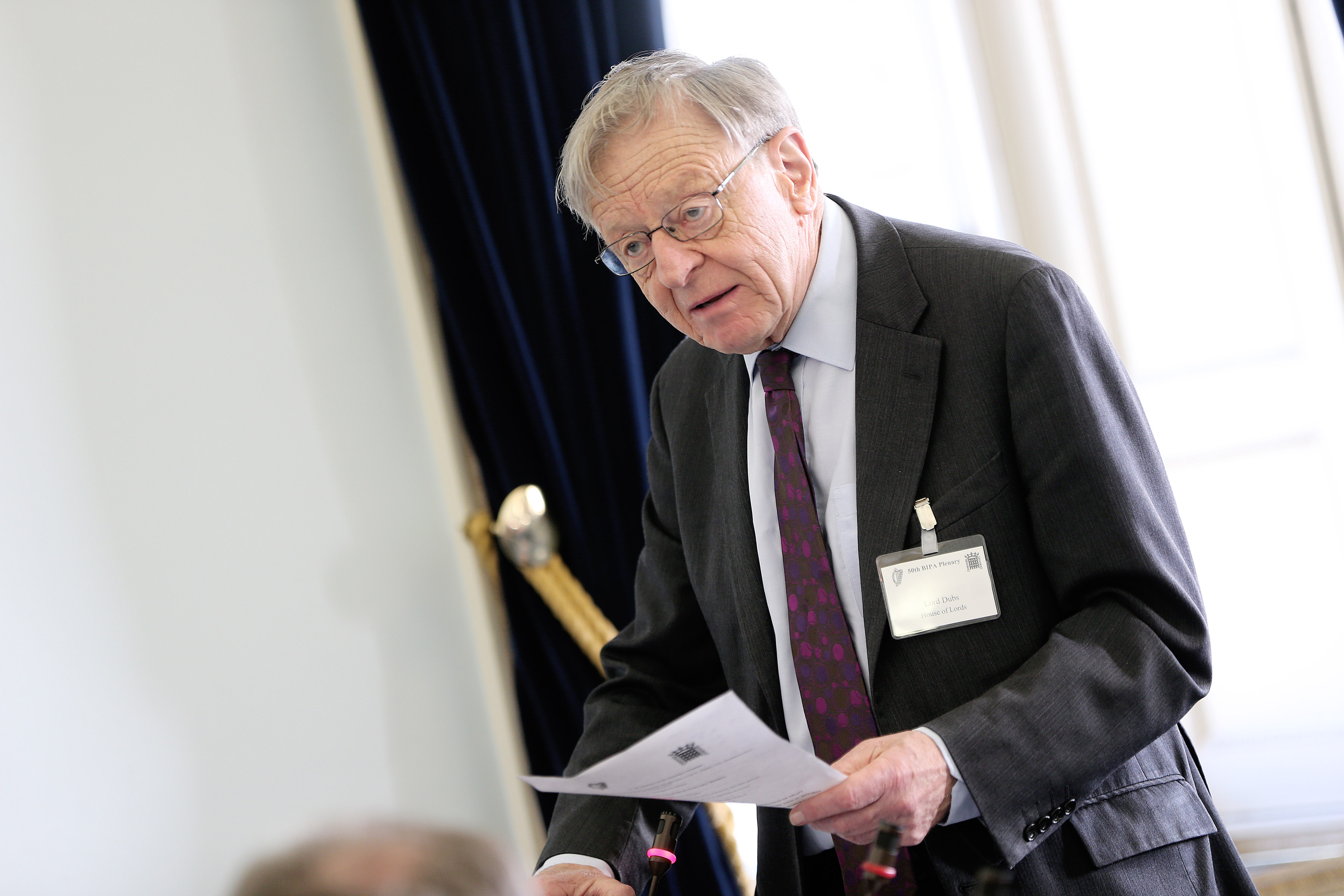
Alf Dubs (1983-1987)
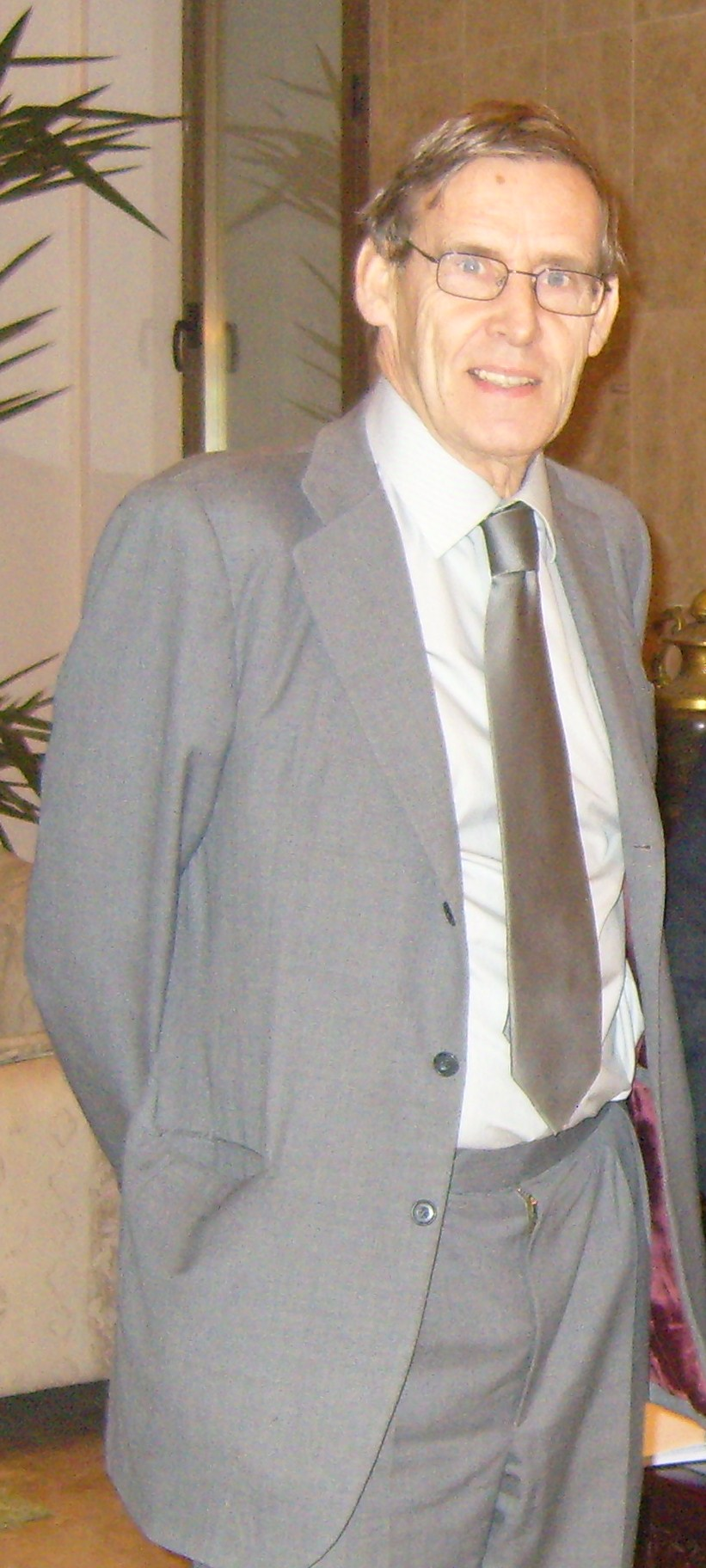
Martin Linton (1997-2010)
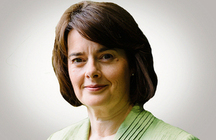
Jane Ellison (2010-2017)
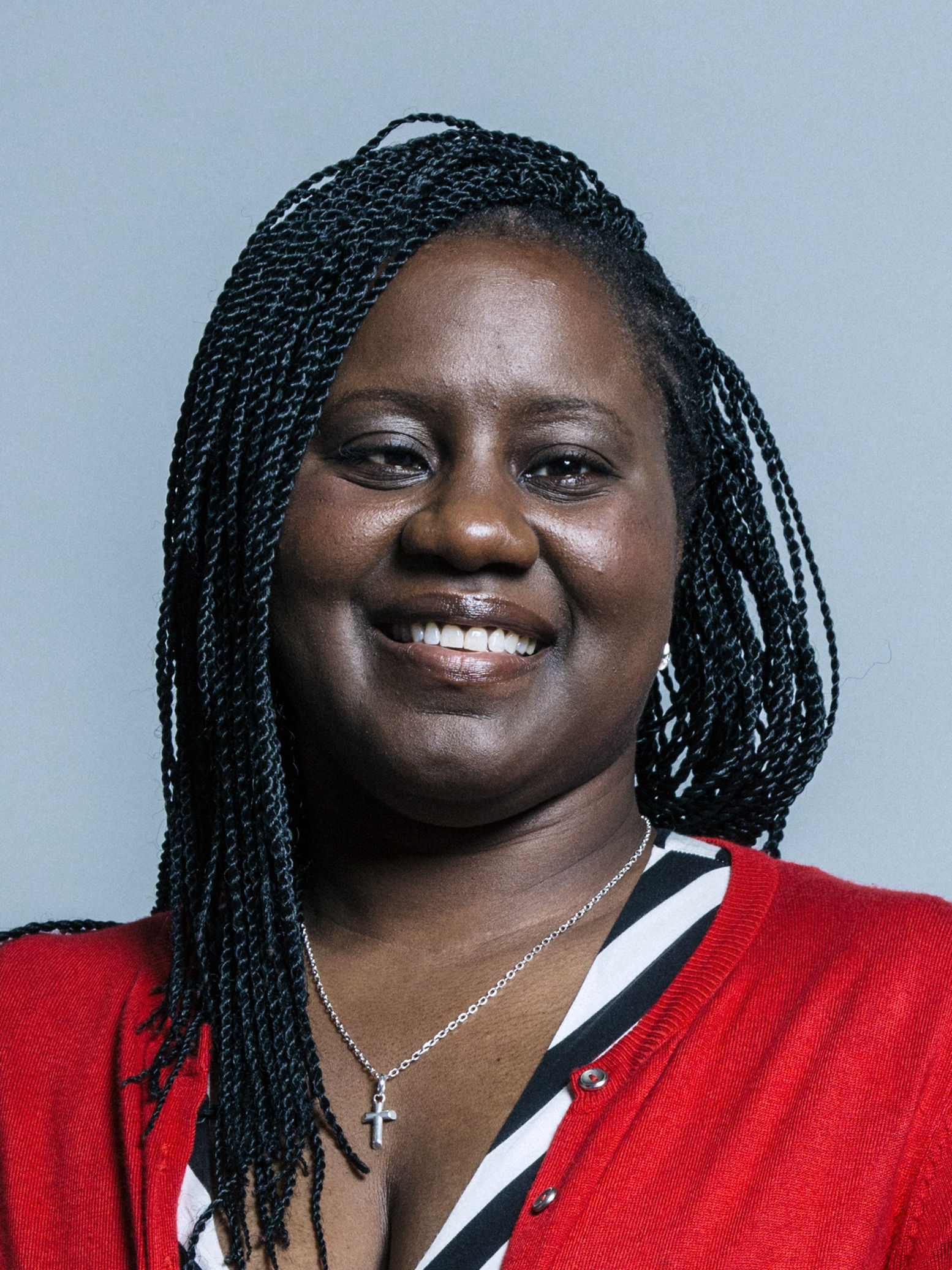
Marsha de Cordova (2017-Présent)